# Justing Cano
Justing Enrique Cano Espinoza (ur. 2 marca 2002 w Somoto) – nikaraguański piłkarz występujący na pozycji środkowego obrońcy, reprezentant Nikaragui, od 2023 roku zawodnik Diriangén.